# مهدی نیکبخت
مهدی نیکبخت (۲۰ آبان ۱۳۵۸ - ۱۸ خرداد ۱۳۹۹) شاعر، نویسنده، نوازنده دف، عارف و کارشناس ارشد فلسفه و حکمت بود. مجموعه اشعار او در کتابی با عنوان ولایت فیلسوف منتشر شده‌است. وی ۱۸ خرداد ۱۳۹۹ در اصفهان به قتل رسید.

## زندگی
در یکسالگی بینایی یکی از چشمانش را از دست داد. او کارشناسی ارشد فلسفه و حکمت داشت و لقب مبارز خستگی ناپذیر دف را بر دوش می‌کشید، همچنین پایه‌گذار کلاس‌های فلسفه برای کودکان و مبتکر حافظ درمانی بود.

به گفته مصطفی مهرآیین نویسنده و دوست ۱۵ ساله نیکبخت :
بزرگ‌ترین خصلت مهدی نیکبخت بی‌آزاری بود. مردی رها، محبوب، به دور از خودبینی و همیشه در سفر که هیچ‌وقت دنبال مال دنیا نبود، فلسفه خوانده بود و هر بار که زنده‌رود باز می‌شد با نواختن دف به پیشواز آن می‌رفت.

## قتل
به گفته دادستان عمومی و انقلاب سمیرم:
 در تاریخ ۹۹/۳/۱۸ ساعت ۲ و ۵۰ دقیقه بامداد در پی وصول گزارشی مبنی بر وقوع یک فقره قتل عمدی، بازپرس دادسرای عمومی و انقلاب شهرستان سمیرم دستور تشکیل پرونده و انجام تحقیقات و تعقیب قاتل یا قاتلان احتمالی را صادر نمود. با حضور مأموران در محل وقوع جرم مشخص شد مقتول یک مرد حدود ۴۰ ساله بوده که بر اثر اصابت ضربات متعدد چاقو به قتل رسیده‌است.
بر اساس گزارش‌های آگاهی سر او از بدنش جدا و روی سینه‌اش قرار داده شده‌است. به گفته مأموران آگاهی قاتل انگیزه قتل را اظهارات بدون پروای بی تو در ارتباط با برخی مسایل مذهبی و اعتقادات شخصی او عنوان کرده‌است. مراسم خاک‌سپاری او در زادگاهش، روستای کبجوان اصفهان برگزار شد.

## آثار
از نیکبخت مجموعه شعری تحت عنوان «ولایت فیلسوف» به جای مانده که در سال ۱۳۸۷ منتشر شد.
- مجموعه شعر ولایت فیلسوف
- نسخهٔ گمشده‌ای از حافظ
- ملانصرالدین و کودک فیلسوف

## اشعار
شعر «با خودت مهربان باش، انسان» یکی از شعرهای «بی‌تو» است:
باخودت مهربان باش، انسان

مثل رودی روان باش، انسان

رنج را با نیایش بمیران

درد را با نوازش بمیران

مست شو از شراب حضورت

آشنا کن زمین را به نورت

روحی و ارتعاشی و جانی

مهری و عشقی و بی‌کرانی

عشق را میزبان باش، انسان

با خودت مهربان باش، انسان…

هرکه هستی همان باش، انسان

با خودت مهربان باش، انسان

درد خودخواهی‌ات را دوا کن

حق به خود دادنت را رها کن

از قضاوت لجاجت بپرهیز

صلح کن با خودت، با جهان نیز

پر ز خشمی و ترسی و کینی

تا خودت را نبخشی همینی

بخشش دیگران یاری توست

حاصل کینه بیماری توست

رحمت کبریا کم نبخشد

تا نبخشی تو را هم نبخشد

دوست با دشمنان باش، انسان

با خودت مهربان باش، انسان…